# Varmenjeh
Varmenjeh är en ort i Iran.   Den ligger i provinsen Kermanshah, i den nordvästra delen av landet, 400 km väster om huvudstaden Teheran. Varmenjeh ligger 1 340 meter över havet och antalet invånare är 821.
Terrängen runt Varmenjeh är varierad. Runt Varmenjeh är det ganska tätbefolkat, med 185 invånare per kvadratkilometer. Varmenjeh är det största samhället i trakten. Trakten runt Varmenjeh består i huvudsak av gräsmarker.